# أندرياس كريستوف جراف
أندرياس كريستوف جراف (بالألمانية: Andreas Christoph Graf)‏ هو مدرس ثانوي وكاتب ألماني، ولد في 1701 في آوغسبورغ في ألمانيا، وتوفي بنفس المكان في 1776.